# Pantelimon (Ilfov)
Pour les articles homonymes, voir Pantelimon  (homonymie).
Pantelimon  est une ville du județ d'Ilfov, en Roumanie. Selon le recensement de 2011, elle comptait 23 309 habitants.

## Démographie
Lors du recensement de 2011, 85,06 % de la population se déclarent roumains et 5,02 % comme roms (0,64 % déclarent une autre appartenance ethnique et 9,27 % ne déclarent pas d'appartenance ethnique).

## Politique
| Parti | Parti                           | Sièges |
| ----- | ------------------------------- | ------ |
|       | Parti social-démocrate (PSD)    | 12     |
|       | Parti national libéral (PNL)    | 6      |
|       | Parti Mouvement populaire (PMP) | 1      |